# Henry Hadley
Pour les articles homonymes, voir Hadley.
 (mai 2021).
Si vous disposez d'ouvrages ou d'articles de référence ou si vous connaissez des sites web de qualité traitant du thème abordé ici, merci de compléter l'article en donnant les références utiles à sa vérifiabilité et en les liant à la section « Notes et références ».
Henry Kimball Hadley (né le 20 décembre 1871 à Somerville – mort le 6 septembre 1937 à New York) est un compositeur et chef d'orchestre américain.

## Biographie
Hadley est né dans une famille de musiciens. Son père, de qui il a reçu ses premières notions musicales, était professeur de musique au secondaire, sa mère s'occupait de la musique dans leur paroisse et son frère Arthur se dirigeait vers une excellente carrière de violoncelliste. Hadley a étudié le violon et l'harmonie, et dès l'âge de quatorze ans, elle a commencé à étudier la composition avec le célèbre compositeur américain George Whitefield Chadwick. Sous la supervision de Chadwick, Hadley a composé plusieurs œuvres, telles que des chansons, de la musique de chambre, une comédie musicale et une ouverture orchestrale.
En 1893, Hadley fit une tournée en tant que violoniste avec la Laura Schirmer-Mapleson Opera Company, mais quitta la tournée lorsque la compagnie rencontra des problèmes financiers et ne put payer son salaire.
En 1894, il se rend à Vienne pour poursuivre ses études avec Eusebius Mandyczewski. Hadley était ravie de l'atmosphère artistique qui régnait dans la ville, où elle pouvait assister à des concerts et des opéras, et où elle voyait parfois Brahms dans les cafés. Pendant ce temps, Hadley se lie d'amitié avec le chef germano-américain Adolf Neuendorff, qui lui donne divers conseils sur ses compositions.
De retour aux États-Unis en 1896, Hadley obtient un poste de professeur de musique à la St. Paul's Episcopal School for Boys de New York. Pendant cette période, il composa plusieurs de ses œuvres importantes telles que l'ouverture En Bohême et la symphonie I et II. Il a également fréquenté d'importants chefs d'orchestre tels que Walter Damrosch, Victor Herbert, John Philip Sousa et Anton Seidl. Hadley fait ses débuts en tant que chef d'orchestre le 16 janvier 1900 à l'hôtel Waldorf-Astoria, dirigeant un programme presque entièrement centré sur ses compositions.
À une époque où les orchestres américains préféraient les chefs d'orchestre européens, Hadley décida de s'installer en Europe. Il revint donc en Europe en 1904 et a commencé à étudier avec Ludwig Thuille à Munich. Il est possible que Richard Strauss, qu'il a rencontré après son arrivée en Europe, lui ait proposé d'étudier avec Thuille. Hadley composa son poème symphonique Salomé en 1905, ignorant que Strauss, qu'il admirait beaucoup, travaillait sur une œuvre sur le même sujet. L'œuvre a été jouée dans au moins 19 villes européennes différentes, et il a été invité à diriger la performance avec sa Troisième Symphonie récemment achevée. La symphonie est interprétée par le Berliner Philharmoniker en 1907. La même année, il obtient le poste de chef assistant à l'Opéra de Mayence. En avril 1909, il met en scène son premier opéra, Safié, à Mayence.
À la fin de l'année, il retourne aux États-Unis pour occuper le poste de chef d'orchestre du Seattle Symphony Orchestra et en 1911 de premier chef d'orchestre du San Francisco Symphony Orchestra. Hadley a rencontré plusieurs difficultés à San Francisco, où elle a tenté de transformer un groupe d'orchestres de théâtre en un bon orchestre. Il fit venir un groupe de bons musiciens de la côte est des États-Unis, dont son frère Arthur, pour en faire les premiers interprètes de l'orchestre, mais cela créa du ressentiment parmi les interprètes. Néanmoins, au moment où il quitta l'orchestre en 1915, il avait apporté d'énormes améliorations.
Hadley retourna à New York en 1915, où il dirigea de nombreux concerts en tant que chef invité et proposa plusieurs de ses compositions les plus connues. En 1918, il épousa la chanteuse Inez Barbour, qui par la suite chanta de nombreux opéras de son mari. Entre 1917 et 1920, trois des œuvres de Hadley reçurent un bon accueil; parmi elles, Cléopâtre's Night donnée au Metropolitan Opera le 31 janvier 1920. Hadley dirigea certaines des performances, devenant ainsi le premier compositeur américain à diriger ses propres œuvres au Met, et l'opéra fut reprogrammé la saison suivante. Plusieurs critiques l'ont qualifié de meilleur opéra américain jamais présenté au Metropolitan à ce jour.
En 1921, Hadley fut invité à devenir chef associé du New York Philharmonic Orchestra, le premier chef américain à occuper un rôle à plein temps dans un orchestre américain de premier plan. Au cours de son mandat à la tête de NYPO, il a reçu d'excellentes critiques. Bien qu'il monte occasionnellement sur le podium de l'Orchestre philharmonique pour des concerts réguliers, Hadley est principalement impliqué dans des concerts en plein air pendant la saison estivale, au cours desquels il interprète de nombreuses œuvres de compositeurs américains. Il a toujours été consulté pour la sélection des œuvres de compositeurs américains à inclure dans les concerts de la saison philharmonique. Il resta à son poste jusqu'en 1927, date à laquelle il démissionna
La même année, Hadley fut invité à diriger la première moitié de la saison de l'Orchestre Philharmonique de Buenos Aires, en Argentine, le premier chef américain à diriger l'orchestre (l'autre moitié étant confiée au légendaire Clemens Krauss).
En 1929, Hadley fut appelé à diriger le tout nouveau Manhattan Symphony Orchestra. Il dirigea l'orchestre pendant trois saisons, avec une œuvre d'un auteur américain à chaque concert. Mais il repartit du fait de frustrations liées aux problèmes économiques rencontrés par l'orchestre pendant la grande dépression.
En 1930, il fut invité à diriger six concerts à la tête du Nouvel Orchestre Symphonique de Tokyo. Sa visite en Orient rencontra un grand enthousiasme et il composa une nouvelle suite orchestrale, Streets of Pekin, inspirée d'un voyage en Chine, dirigeant la première représentation avec l'orchestre japonais.
En 1933, Hadley fonda l'Association nationale des compositeurs et chefs d'orchestre américains, qui existe encore aujourd'hui. Il joua également un rôle déterminant dans la création du Berkshire Music Festival à Tanglewood, Massachusetts en 1934.
En 1932, on lui diagnostiqua un cancer. L'opération qu'il subit alors fut d'abord un succès et Hadley poursuivit sa carrière de chef d'orchestre et de compositeur. Cependant, la popularité de Hadley en tant que compositeur commençait à décliner, auprès du public mais surtout de la critique. 
Hadley est mort à New York en 1937, des suites de son cancer.

## Œuvres

### Opéras et opérettes
- Happy Jack, opérette (1897)
- Nancy Brown, opérette (1903)
- Safié, the Persian, op. 63, (1909)
- The Pearl Girl, opérette, op 73 (1915)
- Bianca op. 79, (composée  1913, crée en 1918)
- Azora, the Daughter of Montezuma op. 80, (comp. 1914, créée 1917
- Cleopatra's Night op. 90, (1920)
- The Fire Prince, opérette (1924)
- A Night in Old Paris (1924)

### Symphonies
- Symphonie no  1 en ré mineur op. 25 Youth and Life (1897)
- Symphonie no  2 en fa mineur op. 30 The Four Seasons (1899)
- Symphonie no  3 en si mineur op. 60 (1907)
- Symphonie no  4 en ré mineur op. 64 North, East, South, West (1910)
- Symphonie no  5 en do mineur op. 140 Connecticut (1935)

### Poèmes symphoniques
- Salome, op. 55 (1905)
- The Culprit Fay, op. 62 (1909)
- Lucifer, op. 66 (1914)
- Othello, op. 96 (1919)
- The Ocean, op. 99 (1921)

### Musique pour le théâtre
- The Atonement of Pan, A Music-Drama (1912)
- Semper Virens (1923)
- The Legend of Hani (1933)

### Autres œuvres orchestrales
- Festival Marsch, op. 5 (1897)
- Ballet Suite, op. 16 (1895)
- In Bohemia: ouverture de concert, op. 28 (1902)
- Herod : ouverture, op. 31 (1901)
- Oriental Suite, op. 32 (1903)
- Symphonic Fantasia, op. 46 (1904)
- Konzertstück pour violoncelle et orchestre en mi mineur, op. 61 (1909)
- Silhouettes, suite caractéristique, op. 77 (1918)
- "Aurora Borealis": ouverture
- October twilight, op 95 n°2
- Suite ancienne, op. 108 (1924)
- The Enchanted Castle, ouverture, op. 117
- Streets of Pekin, suite (1930)
- San Francisco, suite, op. 121 (1931)
- Alma Mater, ouverture, op. 122 (1932)
- Concertino pour piano et orchestre, op. 131
- Scherzo diabolique en ré majeur, op. 135 (1934

### Cantates et oratorios
- The Faieries, ballad for soprano, chorus and orchestra, op 3 (1894)
- Lelawala, A Legend of Niagara, Ballad for soliste, chorus and orchestra, op. 13 (1898)
- In Music's Praise, cantate for solist, chorus and orchestra, op. 21 (1898)
- The Princess of Ys, cantata  for soprano, chorus and orchestra, op. 34 (1903)
- The Legend of Granada, cantate for soprano, baryton, female chorus and orchestra, op. 45 (1904)
- Merlin and Vivian, drame lyrique pour solistes, chœur et orchestre, op 52 (1906)
- The Nightingale and The Rose, cantate for soprano, female chorus and small orchestra, op. 54 (1911)
- The Fate of Princess Kiyo, cantata for soprano, female chorus and orchestra, op. 58 (1907)
- The Golden Prince, cantata for soprano, baritone, female chorus and orchestra, op. 69 (1914)
- Music: An Ode, for soloists, chorus and orchestra, op. 75 (1915)
- The Masque of Newark, pour chœur d'enfants, chœur mixte et orchestre (1916)
- The Fairy Thorn, cantate for soprano, mezzo soprano, female chorus and orchestra, op. 76 (1917)
- Idyll "In Arcady" for chorus and orchestra, op. 83 (1918)
- The New Earth, ode for soloists, chorus and orchestra, op. 85 (1919)
- Prophesy and Fulfillment : a Chrismas Cantata for soloists, chorus and orchestra op. 91 (1922)
- Resurgam, oratorio for soloists, chorus and orchestra,  op. 98 (1922)
- Mirtil in Arcadia : a Pastoral, for narrator, soloists, chorus and orchestra  op. 100 (1926)
- The Admiral of the Seas, cantata for tenor, chorus and orchestra (1928)
- Belshazzar, cantata for soloists, chorus and orchestra, op. 112 (1932)
- Divine Tragedy, cantata, op. 13

### Musique de chambre
- Sonate pour violon et piano, op. 23 (1895)
- Quatuor à cordes no  1 en la majeur, op. 24 (1896)
- Trio pour piano no  1 en do majeur, op. 26 (1896)
- Quintet pour piano en do mineur, op. 50 (1919)
- Trio pour piano no  2 en sol mineur (1932)
- Quatuor à cordes no  2, op. 132 (1934)

### Mélodies
- Eight Songs, op 4
- Seven lyrics, op 7
- Sechs Lieder, op 9
- Twelve Songs, op 12
- Vier Heine-Lieder, op 14
- Songs op 19
- Songs op 20
- Songs op 42
- Two Songs, op 49
- Three Songs, op 53
- Songs op 68
- Songs op 82
- Songs op 84